# قانون الوفاق

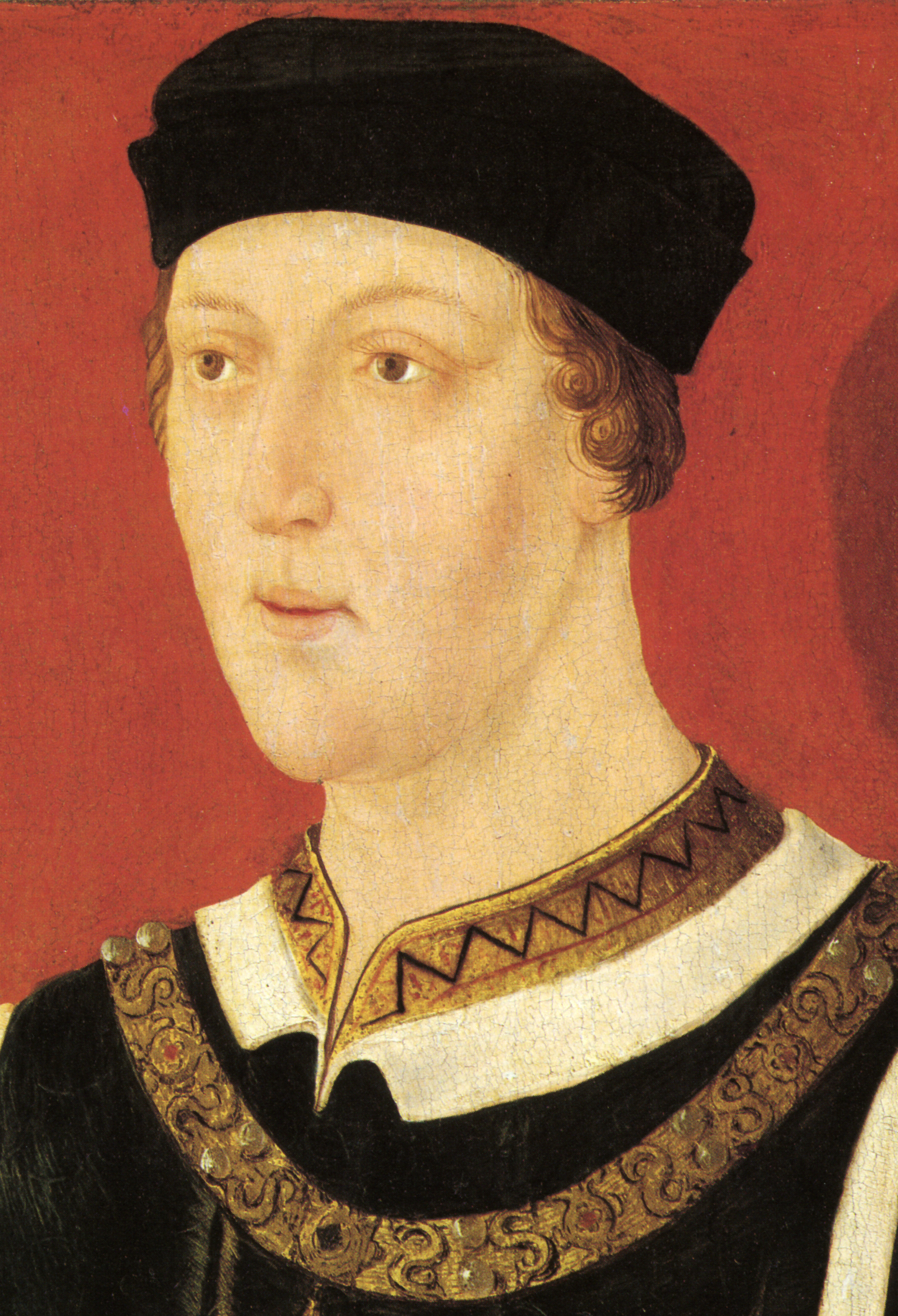

قانون الوفاق (بالإنجليزية: Act of Accord)‏ هو قانون وضعه البرلمان الإنجليزي في 25 أكتوبر من عام 1460م، بعد ثلاثة أسابيع من دخول ريتشارد يورك البرلمان الإنجليزي مطالباً فيه بأن يكون خليفة للعرش من بعد هنري السادس . كان هذا القانون يقضي بالاعتراف بريتشارد يورك الخليفة الشرعي من بعد الملك هنري السادس في حال وفاته، مُبعداً فيه ابن هنري السادس إدوارد وستمنستر، أمير ويلز.